# Фридонија (Пенсилванија)
Фридонија (енгл. Fredonia) град је у америчкој савезној држави Пенсилванија.

## Демографија
По попису из 2010. године број становника је 502, што је 150 (-23,0%) становника мање него 2000. године.
| Група             | 2000.       | 2010.       |
| Белци             | 648 (99,4%) | 483 (96,2%) |
| Афроамериканци    | 0 (0,0%)    | 0 (0,0%)    |
| Азијати           | 1 (0,2%)    | 1 (0,2%)    |
| Хиспаноамериканци | 2 (0,3%)    | 10 (2,0%)   |
| Укупно            | 652         | 502         |